# Krymśka Roza
Krymśka Roza (ukr. Кримська Роза, ros. Крымская Роза, Krymskaja Roza) – wieś na Ukrainie, w Autonomicznej Republice Krymu (de iure stanowiącej integralną część państwa ukraińskiego, w 2014 anektowanej przez Rosję i odtąd funkcjonującej jako Republika Krymu), w rejonie biłohirskim. W 2001 liczyła 1721 mieszkańców, wśród których 113 wskazało jako ojczysty język ukraiński, 1499 rosyjski, 84 krymskotatarski, 3 mołdawski, 10 białoruski, 7 ormiański, a 5 inny. Według spisu ludności przeprowadzonego przez okupacyjne władze rosyjskie populacja wsi w 2014 wynosiła 1755 osób.